# Abu Azaitar
Abu Azaitar (10 maart 1986) is een Marokkaans-Duits MMA-vechter die uitkomt onder de Marokkaanse vlag. In 2018 debuteerde hij voor vechtorganisatie UFC. Hij is de oudere broer van UFC-vechter Ottman Azaitar.

## Biografie
Azaitar groeide op in Duitsland in een Marokkaans gezin. Zijn ouders komen oorspronkelijk uit Rouadi, een dorpje in het noordoosten van Marokko.

## MMA-carrière

### Begin carrière
Azaitar nam in het begin van zijn carrière deel aan verschillende regionale MMA-organisaties, zoals KSW, Absolute Championship Berkut en Respect Fighting Championship.

### World Series of Fighting
Op 2 april 2016 debuteerde Azaitar voor WSOF. Hij vocht hier tegen Danny Davis jr. Hij won het gevecht na een unanieme beslissing. Hij maakte op 2 oktober 2016 zijn rentree op WSOF 33. Hij won hier van Mike Arrant, opnieuw na een unanieme beslissing.

### UFC
In 2018 maakte Azaitar bekend een contract getekend te hebben bij de grootste MMA-organisatie UFC. Hij vocht zijn eerste gevecht op 22 juli 2018 tegen Vitor Miranda. Azaitar won het gevecht op punten.
De twee partijen die hij hierna vocht verloor hij.

## Titels
- German Middleweight Champion (GMC)